# Запис орах у порти (Лозовик)
Запис орах у порти (Лозовик) се налази на парцели чији је власник Град Јагодина.

## Локација
| Општина             | Јагодина                                                                    |
| Катастарска општина | Лозовик                                                                     |
| Потес               | Село                                                                        |
| Координате          | 43° 57′ 33″ С; 21° 08′ 10″ И / 43.959299999999999° С; 21.136199999999999° И |
| Надморска висина    | 293m                                                                        |

## Карактеристике
Дендрометријске вредности утврђене на терену и сателитским снимцима:
| Стабло                     | Орах |
| Висина стабла              | m    |
| Обим дебла                 | m    |
| Пречник крошње             | 5m   |
| Пречник дебла              | m    |
| Висина дебла до прве гране | m    |

## База записа
Запис је у оквиру Викимедија пројекта "Запис - Свето дрво" заведен под редним бројем 1133.